# Хаймвайлер
Хаймвайлер (нем. Heimweiler) — община в Германии, в земле Рейнланд-Пфальц. 
Входит в состав района Бад-Кройцнах. Подчиняется управлению Кирн-Ланд.  Население составляет 432 человека (на 31 декабря 2010 года). Занимает площадь 9,07 км².
Коммуна подразделяется на 2 сельских округа.